# Józefinka (serial telewizyjny)
Józefinka (Joséphine, ange gardien) – francuski serial fantasy emitowany od 1997 roku. 

## Treść
Główna bohaterka, Joséphine Delamarre (w tej roli Mimie Mathy) jest aniołem, wysłanym z Nieba na Ziemię, aby pomagać ludziom, mającym kłopoty. Pojawia się na początku problemów i znika, kiedy problem już jest rozwiązany. Każdy odcinek opowiada o innym przypadku.